# Elena Ferretti
Elena Ferretti znana głównie pod pseudonimami, tj. Sophie, czy Rose (ur. 1960 w San Donato Milanese we Włoszech) – profesjonalna, włoska piosenkarka wykonująca muzykę z pogranicza italo disco, disco oraz eurobeat. Nagrywała dla wielu wytwórni muzycznych oraz używała wielu pseudonimów artystycznych. Jej muzykę produkowali znani włoscy producenci, m.in. Giacomo Maiolini, Laurent Newfield, Mauro Farina, Sergio Dall'Ora oraz Giancarlo Pasquini. Jednym z jej największych solowych hitów jest „My World” z 1989 – nagrany jako Sophie. Była członkinią grup, tj. Gipsy & Queen, Macho Gang, czy Radiorama.

## Kariera
Początki kariery Eleny Ferretti sięgają roku 1982, kiedy to wraz z Manuelą Ometto nagrała chórki na album „Firefly 3" grupy o tej samej nazwie. Rok później wspólnie z Toriasem nagrała utwór „Ay-O Mexico”.
W 1984 r. pod pseudonimem Veronique wydała swój pierwszy solowy utwór zatytułowany „Dream On Violin”. Rok później początkujący producent Giacomo Maiolini nagrał dla Eleny swoją pierwszą kompozycję „Danger For Love”. Ostatnim singlem zamykającym dyskografię jest „Bye Bye Japan”, który został wydany 3 listopada 2010 r. i znalazł się na składance Super Eurobeat vol. 209.
W 1985 r. przejęła projekt Roberto Zanettiego Rose. Pod tym pseudonimem nagrała takie hity jak: „Fairy Tale”, „Memories”, „I Wanna Be Your Love” czy „Perfect Time”. Poprzedniczką i wykonawczynią „Magic Carillon” była Stefania Dal Pino.
Jej piosenka „Body Dancer” z 1986 r., nagrana jako Magic Fire, stała się wielkim hitem na Filipinach. Ta piosenka znalazła się na soundtracku filmu „Jack en Poy”.
W 1989 r. jako Sophie nagrała jeden ze swoich największych przebojów – „My World”. Poprzednie kompozycje „Broken Tale” i „Same” wykonywała Christina Santori.
Warto też wspomnieć, że pod pseudonimem Sophie nagrała 3 albumy: „My World” (1989), „The Only Reason” (1991) oraz „Stop The Music” (1995), na albumach znalazły się także covery Blondie „Rapture” oraz „The Promise You Made” grupy Cock Robin. Powstało również wiele pirackich kompilacji z największymi hitami Sophie. W 2010 rosyjska wytwórnia Rare80 wydała reedycję albumu „My World”, na którym dodatkowo znalazły się utwory z drugiego albumu.
Na wszystkich okładkach singli i albumów występowały modelki.
Większość jej twórczości przypada na lata 90., nagrywała wówczas muzykę głównie na składanki kierowane głównie na rynek azjatycki, tj. Super Eurobeat, Maharaja Night, Eurobeat Flash i wiele więcej.
Poza tym, Elena występowała także z zespołem Igor Cantarini Band. W 2007 r. wystąpiła w Teatro Alberti i wykonała cover Anastacii „Not That Kind”. Rok później wystąpiła we włoskim programie Musicainsieme i wykonała „Di Sole E D’Azzuro”, a także kilka piosenek w duecie z Miki Ferrara.
W 2005 r. pojawiła się na liście kandydatów do udziału w festiwalu „Disco-80", ale w głosowaniu on-line widzowie wybrali grupę Rockets.
W 2009 r. na iTunes ukazał się do zakupienia album „Super Eurobeat Presents Valentina Special Collection”, na którym znajdowały się największe hity artystki.
Aktualnie jej piosenkami zajmuje się wytwórnia Eurogrooves oraz producent Sergio Dall’Ora.

## Życie prywatne
Elena Ferretti jest mężatką i ma syna. Obecnie nadal mieszka we Włoszech. Często występuje kameralnie i wykonuje włoską muzykę folk. Czasami nawiązuje współpracuje z włoskimi zespołami muzycznymi jako główna wokalistka, np. Igor Cantarini Band oraz Miki Ferrara Band... Clara Moroni napisała dla Eleny większość kompozycji przypadających na lata 1990−1995 i występowała w większości chórków.

## Pseudonimy
Elena Ferretti używała wielu pseudonimów artystycznych, dla różnych wytwórni.
Wszystkie pseudonimy używane przez Elenę Ferretti (także gościnnie):
- A-Beat Sisters
- Alexis
- Andrea & Baby Girls
- Angelica
- Angie Davies
- Angie Sweet
- Apple
- Barbie
- Chip Chip
- Deborah Haslam
- Divina
- Elisa
- Elisha
- Erika
- Eskimo
- Eurogrooves All Stars
- Eurosisters
- Jane and Jilly
- Firefly
- Gipsy & Queen
- Go Go Girls
- Groove Twins
- Harmony
- Helena
- Hely
- High Connection
- High Frequency
- Judy Crystal
- Karina
- Kate & Karen
- Kim Loren
- King & Queen
- King Kong & The DJungle Girls
- Les Blue Belles
- Linda
- Linda Ross
- Lisa Johnson
- Lisa Ferrari
- Los Mayos
- Love & Pride
- Macho Gang
- Magic Fire
- Margaret
- Melody
- Moltocarina
- Niki Niki
- Olivia
- Queen Of Times
- Phil & Linda
- Radiorama
- Rose
- Sara
- Sophie
- Stars
- Tom Cat
- Torias
- Time All Stars
- Valentina
- Valentina & Mirka
- Vanessa
- Vanity
- Veronique
- Victoria

Dla wytwórni A-Beat C nagrywała pod fikcyjnym nazwiskiem Barbara Maniscalch.

## Dyskografia
A-Beat Sisters (A-Beat C)
- We’re Dancing Together (1997)
- Love & Peace (1999)

Alexis (Time Records)
- Sugar Baby (1993)
- Don’t Cry To Me (1994)
- Another Day Another Night (1994)
- Hungry Hungry (1995)
- Up All Night (1996)
- Harmony (1998)
- Love’s Theme (1998)
- Fly To My Paradise (1998)
- Save My Heart (1998)
- Sweet Love & Passion (1998)
- Babe Je T’Aime (1999)
- Feelin’ To Fly (1999)
- Stay with Me (2000)
- Don’t Worry Baby (2000)
- Night Angel (2000)
- Passion (2001)
- Wonderful Night (2002)
- Living On A Prayer (2002)
- Calling My Number (2002)
- Wait For Me (2003)
- Take Me Take Me (2004)
- Don’t You Forget My Love (2004)
- Love Is Burning (2005)
- One Night In Tokyo (2006)
- Blue (2006)
- Beautiful (2007)
- Night Prayer (2007)
- Just A Game 2008 (2008)
- Bye Bye Japan (Healing Eurogrooves Remix) (2010)

Andrea & Baby Girls (Eurogrooves)
- Wake Up (2006) – cover Hilary Duff
- Best of Both Worlds (2006) – cover Hannah Montana
- Barbie Girl feat. Sergio (2009) – cover Aqua

Angelica (NRJ Mania)
- Break My Heart Tonight (2000)

Angie Davies (Time Records)
- Jumpin’ Up (1996)
- Without Your Love (1997)
- You (1997)
- Forever Now (1998)
- Never Ending Love (1998)
- Feel Like Heaven (1998)

Angie Sweet (Eurogrooves)
- Valentine’s Day (2009)

Apple (Eurogrooves)
- Hey Boy (2008)
- Playboy (2010)

Barbie (Time Records)
- ParaPara Girl (2006)
- ParaPara Girl (DJ Boss Remix) (2007)

Chip Chip
- Close To Me (1990)
- Let Me Give You All My Love (1990)

Deborah Haslam
- Let Me Trouble (1984)
- Danger For Love (1985)
- Hot Stuff (1987)

Desire’ (Eurogrooves)
- Take A Look In My Heart (2010)

Divina (NRJ Mania)
- Feeling In My Heart (2000)

jako Elena Ferretti
- Wanda L’ultima Maitresse (2008)
- Ibera Le Schiave (2009)
- Pagate Blu (2009)
- Io Libera (2011)

Elisa (Vibration)
- Tell Me The Reason Why (1998)

Elisha (Time Records)
- Soul Of The Night (2000)

Erika (Time Records)
- Fever & Music (2007)

Eskimo (Asia Records)
- Jump (1989)

Eurogrooves All Stars (Eurogrooves)
- Super Eurobeat (2009)

Eurosisters (Time Records)
- Discomania (1996)
- Night N’ Day Lady (1997)
- Ready 4 Your Lovely Game (1999)
- Dance All Night (2000)
- Honey for Love (2002)

Firefly
- Firefly III (Album) (1982)
- Stay (No Time) / Feel Alright (1984)

Gipsy & Queen (Time Records)
- I Love U.S.A. (1988)
- Plaze De Sol (1988)
- Love and Passion (1989)
- Megamix (1989)
- Call Me (1990)
- Touch Me, Feel Me, Kiss Me (1990)
- Black Bird (1991)
- Energy (1991)
- Love is a Dreamland (1991)
- Get Into Action (1992)
- Feel So Good (1993)
- Halloween Night (1994)
- We Can Change The World (1994)
- Energy Girls (1995)
- Queens Of Desire (1996)
- Made In Italy (1996)
- Boy Toy (You Are) (1998)
- Honey Honey Honey (1999)

Giselle (Time Records)
- If You Believe Me (2001)

Go Go Girls (A-Beat C)
- D.I.S.C.O. (1998)

Groove Twins (A-Beat C)
- Dance Is Back (1992)
- I Love Your Body (1993)
- Only You (1993)
- Big Trouble (1994)
- Kick At My Heart (1996)
- Are You Ready To Dance (1998)

Harmony (Time Records)
- Forever Love (1997)

Helena (Time Records)
- Queen For A Day (1990)
- Take My Life (1992)
- Just An Illusion (1992)
- Burning Up (1993)
- With You (1994)
- Babe Follow Me (1994)
- Night Girl (1995)
- Lonely Night (1996)
- Melodies Of Love (1996)
- Waiting For You (1996)
- Ez Do Dance (1997)
- All My Life (1997)
- Waiting For You (1997)
- Now And Forever (1997)
- Future World (1998)
- Break My Heart (1999)
- My Life (1999)
- Fly (1999)
- Jingle Bells (1999)
- Love & Pride (2000)
- Love Is My Paradise (2000)
- Tell Me (2000)
- Sweet Dream (2001)
- Supersonic Lover (2001)
- Voices (2001)
- Broken Heart (2001)
- Hallelujah People (2001)
- Illusion (2002)
- Dedicated To The Moon (2002)
- Melodies Of Love (Euro Acoustic Version) (2002)
- Natural (2002)
- Lovely Tango (2004)
- Melodies And Rain (2005)
- Your Love Is Melody (2006)
- Lonely Night (2006)
- Spanish Affairs (2007)
- Melodies Of Love 2007 (2007)
- Night Harmony (2007)
- Lonely Night 2011 (2011)

Hely (Eurogrooves)
- Forever Sad (2009)

High Connection (Time Records)
- Live in Paradise (1996)

High Frequency (Time Records)
- Take Me To The Top (1993)
- One More Chance (1994)
- Wonder Why (1994)
- Japan Japan (1995)
- Love in Stereo (1995)
- Magic Japan (1996)
- Gimme Gimme Gimme (1997)

Jane & Jilly (Macho Records)
- Honey (1987)
- Lay Lay Baby (1990)

Judy Crystal (Eurobeat Masters)
- Nori Nori Nori (2001)

Karina (Time Records)
- Don’t Go Breaking My Heart (1999)
- Rudolph The Red Nose Reindeer (1999)
- Spin Me Round (2000)
- Sunshine Dance (2000)
- Superlover (2002)
- Rock Girl (2003)

Kate & Karen (Time Records)
- High On Emotion (1993)
- I Wanna Be Your Love (1993)
- Hold You (1994)
- Step Into My Heart (1995)
- Tell Me (1996)
- Macho Macho Man (1998)
- Crazy Girls (1999)
- Everyday (1999)
- The Power of Life (2000)
- Up N’ Down (2000)

Kim Loren (Time Records)
- Happy News (2001)

King & Queen (A-Beat C)
- King And Queen (1991)
- Turbo Lover (1992)
- He Hey Dancing (1993)
- Bolero Rhapsody (1994)
- Para Para (1994)
- Biggest Love (1995)
- Season (Loving Now) (1995)
- Seventies (1996)
- I Love You Babe (1997)
- Up Side Down (1997)
- Dancing Queen (1998)
- 1999 (1999)
- King And Queen (Healing Version) (2001)

King Kong & The DJungle Girls
- Lies (1988)

Les Blue Belles (Time Records)
- Sugar Baby Love (1990)
- Gonna Get Away (1990)
- S.O.S. (1991)
- Something Real (1991)
- Shine a Little Love (1992)
- Crazy Little Love (1992)
- Bang a Boomerang (1993)
- Don’t Let Me Be Misunderstood (1993)
- Let’s Feel The Night (1994)
- Knock Knock Knock (1996)

Linda (Time Records)
- Love Desire 2007 (2007)
- Another Passion (2008)

Linda Ross
- Supernight (2000)

Lisa Johnson (Time Records)
- May Day – May Day (1996)
- Hey Superman (1996)
- Move Your Time (1996)
- Fantasy (1997)
- Saturday Night (1998)
- Night (1998)
- Passion Love And Fantasy (1999)
- Feel The Night (1999)
- Your Passion (Catch My Life) (2000)

Lisa Ferrari (NRJ Mania)
- Love In Music (2000)
- Why Don’t You Love Me (2001)

Los Mayos
- Let’s Start The Dance (1987)

Love & Pride (Time Records)
- Shake it Up (1992)
- Hot Hot Hot (1993)
- Shotgun Killer (1993)
- In The Line of Fire (1995)
- Hellraiser (1994)
- Run Run (1996)
- Love & Passion (1997)
- Move On (2000)

Macho Gang (Macho Records/Time Records)
- Dancer (1987)
- Naughty Boy (1988)
- Obladi Oblada (1989)
- When Somebody Loves Me (1990)
- Shoot Me Bang Bang (1992)
- Stepping Up (1992)
- Dance Around The World (1993)
- Dancing (1993)
- Never Ask Me Why (1993)
- Got To Move (1994)
- Try Me Baby (1994)
- Rock Rock Party (1996)
- Love Desire (1997)
- Super Magic Hero (1998)
- Lady Marmalade (1999)
- Go Superman (2000)
- 1 2 3 4 Gimme Some More (2000)
- Boom Boom Party (2001)
- All My Love Tonight (2002)

Magic Fire
- Body Dancer (1986)

Margaret (A-Beat C)
- Rocking Romance (1992)
- Dance For Joy (1993)
- Hold On (1993)
- 1-4-U (1993)
- Mine Is Your Love (1993)
- Stereo Love (1994)
- How Many Times (1994)
- Somebody Else (1994)
- Living Out (1994)
- You’re In My Heart (1994)
- Revelation (1995)
- Renegade (1995)
- Stand Up (And Shout) (1995)
- I’m Your Lucky Star (1996)
- Tokyo, How Are You Tonite (1996)
- TV Show (1996)
- Waiting For Your Love (1996)
- Because The Night (1996)
- Blue Eyes (1996)
- Right Away (1996)
- Gonna Feel So Good (1997)
- Turn On The Light (1997)
- Far Away (1997)
- Chilly Man (1998)
- Mama (1998)
- Mine In Your Love (Healing Remix) (2001)

Melody (Delta)
- One More Night (1996)
- Endless Love (1996)

Milk & Coffea (Asia Records)
- Go Go Babe (1998)

Moltocarina (Asia Records)
- Voice of The Night (1988)
- Hold On Me (1989)

Niki Niki (Time Records)
- Boom Boom Baby (1997)

Olivia (Time Records)
- Love Paradise (1997)

Queen Of Times (A-Beat C)
- Call Me (1991)
- Family (1991)
- Love Love (1992)
- Holiday (1992)
- So Much In Love (1994)
- Ever And Ever (1994)
- Why? (1994)
- Nothing’ Gonna Stop Me Tonite (1994)
- Do Me Right (1995)
- First Class Love (1995)
- I Need A Change (1995)
- So Long (1995)
- One More Chance (1995)
- Deep And Strong (1996)
- One Of These Nights (1997)
- Feeling Free (1997)
- Now Is The Time (1997)
- Give It Up (1998)
- If I Only Knew (1999)

Radiorama
- Vampires (1986)

Rose (Time Records)
- Fairy-Tale (1985)
- Rose „Memories” (1986)
- Make Me Up (1987)
- I Wanna Be Your Love (1988)
- Perfect Time (1989)
- Never Fall In Love Again (1992)
- Matter Of Feeling (1992)
- Love Is Like Paradise (1993)
- Mister Right (1994)
- Celebrate (1995)
- Bad Love (1996)
- Hold On (1996)
- Take My Heart (1996)
- Open Up Your Heart (Today) (1996)
- Come On Come Over (1997)
- Eternally (You Belong To Me) (1997)
- Dream (1998)
- Love And Destiny (1998)
- Doctor Of My Heart (1998)
- Don’t Stop My Fire (1999)
- Honey And Heart (1999)
- World Of Fantasy (1999)
- Santa Claus is Coming To Town (1999)
- Wonderdul Love (2000)
- A Song For You (2000)
- Goodbye Goodbye (2000)
- Like A Children (2000)
- You And Me (2000)
- Especially For You (2001)
- Prayer In The Dark (2001)
- Spanish Melody (2001)
- Rainy Days (2002)
- Everytime Is Love (2002)
- Histoire D’Amour (2003)
- This Is My Song (For You) (2003)
- Supernatural (2004)
- It’s Fine (2005)
- Magic Rainbow (2006)
- Santa Claus Lives In Tokyo (2006)
- Merry X-Mas (2007)
- Over The Sky (2007)

Sara (Asia Records)
- The Beat Of The Night (1989)
- Time Goes On (1989)
- Love Is Like A Replay (1990)

Sara (Saifam Group)
- Time Of Change (1998)

Sophie (Time Records)
- My World (1989)
- Soft Time (1989)
- Face To Face (1989)
- My World (Album) (1989)
- Tonite Tonite (1989)
- Rapture (1989)
- Lovely Day (1989)
- Tell Me Why (1990)
- Soft Time (Red Monster Remix) (1990)
- Love Never Slipping Away (1991)
- The Only Reason (Album) (1991)
- Dial My Number (1991)
- Only Wanna Be With You (1991)
- Talk To Me (1991)
- Where Do We Go (1991)
- The Promise You Made (1991)
- Stop The Music (1992)
- The Only Reason (1992)
- Treat Me Right (1992)
- Hold Me (1993)
- Are You Ready To Fly (1993)
- Like An Angel (1994)
- It’s Rainy Day (1995)
- Stop The Music (Y. & Co. Remix) (1995)
- Music (1996)
- Make It Feel Good (1996)
- White Christmas (1996)
- Over ‘N’ Over (1997)
- Lonely Love (1998)
- Shoobee Doo Bee Doo (1998)
- In The Name Of Love (1998)
- Only 4 Your Love (1998)
- Don’t You (Forget About My Love) (1999)
- Love Is Always On My Mind (1999)
- Ah L’Amour (2000)
- All Of My Life (2000)
- Lovely Passion (2002)
- Waiting For The Sun (2002)
- Tell Me Why (Remake) (2002)
- Love Devotion & Surrender (2003)
- Magic Time (2004)
- Touch Me Touch Me (2005)
- Eternal Symphony (2005)
- My World 2006 (2006)
- Drive In The Night (2006)

Stars
- Funkytown Medley Let’s All Chant (1987)

Time All Stars/Time Acoustic Trio (Time Records)
- Christmas Time (1995)
- Happy X’Mas – Merry X’Mas (1996)
- Ring The Bells (1996)
- Christmas in Tokyo (1998)
- Tonight is Christmas (2001)
- Melodies of Love (Acoustic) (2001)
- 150 (2004)

Tom Cat
- Black Jack (1988)

Torias
- A-yo Mexico (1983)

Valentina (A-Beat C)
- Never Let You Say Goodbye (1991)
- Honey (1991)
- Do You Know (1992)
- Waste My Time (1992)
- Lovin’ Inside (1992)
- Occasional Dream (1992)
- Love & Passion (1993)
- Brown Brown Sugar (1993)
- Harmony (1994)
- Moonlight Shadows (1994)
- Tonite (1994)
- Wake Up Honey (1994)
- I Know (1994)
- Shake Me Up (1994)
- A Lotta Fantasy (1995)
- I’m In Love With You (1995)
- Your Love (Album) (1995)
- Tomorrow (1995)
- Sleep In Your Arms (1995)
- Shake Me Up (Midi Wave Remix) (1995)
- That You Want (1995)
- Your Love (1995)
- I Love Spaghetti (1996)
- Breakfast In Bed (1996)
- Cha Cha Cha (1996)
- Question (1996)
- I Just Called To Say I Love You (1996)
- Where Is The Happiness (1996)
- Satellite Love (1997)
- Spinning Like a Top (1997)
- Freedom (1997)
- Purify Your Love (1998)
- Don’t Leave Me This Way (1998)
- Standing Ovation (1998)
- Harmony (Midi-Wave Remix) (1998)
- Baby Don’t Worry (1998)
- I Love You Like You Are (1999)
- Don’t Fly Away (2000)
- Don’t Stop The Music (2000)
- I Wanna Live (2000)
- The Colour Of My Love (2001)
- Mr. Lover (2001)
- 'Cause I Love You (2001)
- Broken Illusion (2001)
- Trust Me Now (2002)
- Wonder (2002)

Vanessa (Time Records)
- You Light My Fantasy (2000)
- The Final Countdown (2000)
- Running In The Dark (2001)
- Take Your Time (2001)
- Memories And Melodies (2002)
- Live in Me (2002)
- If One More Day (2003)
- Saturday Morning (2004)
- Stand Up (2005)
- I’m Ready (2007)
- Take It Easy (2008)
- Love And Pasion 2008 (2008)

Vanity (Time Records)
- Take A Look In My Heart (2007)

Veronique (Time Records)
- Dream On Violin (1984)
- Night Style (1985)

Victoria (Time Records)
- I Don’t Wanna Let You Go (1992)
- For You (1992)
- Give Me The Night (1993)
- Happy Song (1994)
- Playtime (1994)
- Hi-Dee-Ho (1995)
- Born To Be Your Angel (1996)
- Sexy Toy (Come And Try Me) (1996)
- Please Don’t Go (1997)
- Stay (1998)
- Sunshine Dance (1999)
- Love Rhapsody (2000)